# Anopheles ardensis
Anopheles ardensis är en tvåvingeart som först beskrevs av Theobald 1905.  Anopheles ardensis ingår i släktet Anopheles och familjen stickmyggor. Inga underarter finns listade i Catalogue of Life.